# Waifar
Waifar van Aquitainië (ook Waifer, Waiffre, Waifarius of Gaifier) ( ? – 768) was van 748 tot en met 768 hertog van Aquitanië,
In 748 volgde hij zijn, in een klooster gedwongen vader Hunold op. In de twintig jaar dat Waifar regeerde verzette hij zich sterk tegen de Frankische hofmeier en later koning Pepijn de Korte, die verschillende keren probeerde de heerschappij van het Frankische rijk over Aquitanië te herstellen. Tussen 752 en 759 belegerde Pepijn Narbonne, de hoofdstad van Septimanië, die door de Arabieren was veroverd. Waifar viel daarop Pepijns leger aan. Na de val van Narbonne begon Pepijn Zuid-Aquitanië te veroveren en in 760 had hij Toulouse, Rodez en Albi in handen. Pepijn trok tegen Waifar op, ondanks diens verzoek om vrede. Pepijn viel Berry en Auvergne binnen en een groot deel van Aquitanië. Waifar riep graaf Chunibert van Bourges en graaf Blandinus van Auvergne op om Chalon-sur-Saône aan te vallen. Bourgondië werd binnengevallen, maar Pepijn drong hen terug en nam de burchten van Bourbon, Chantelle en Clermont in en graaf Blandinus moest zich over geven.
Na vele veldtochten, vooral na 760 n.Chr., slaagde Pepijn er uiteindelijk in de strijd in zijn voordeel te beslechten. Waifars neef Mantio wilde het Karolingische leger in 762 bij Narbonne in een hinderlaag lokken, maar bij zijn vlucht moest hij de paarden achterlaten. Ook in 763 wilde Waifar zich over geven als hij Bourges en andere Aquitaanse steden zou ontvangen. Maar er kwam niets van terecht. Pepijn viel Aquitanië binnen tot in Limousin en Quercy. Waifar nam het met een groot leger tegen hem op. Graaf Chilping van Auvergne nam deel aan die operatie. Tussen 763 en 766 trok Waifar zich terug uit Poitiers, Limoges, Saintes, Périgueux en Angoulême. In 765 liep Waifars oom Remistanius over naar Pepijn, na te zijn omgekocht. In 766 hadden de meeste aanhangers Waifar verlaten. In de laatste fase van de oorlog, in de jaren 766 en 767 werd vooral in de Périgord, Angoumois en Bordelais het land door Pepijn verwoest. In 768 gaf Blandinus zich over aan Pepijn. Waifar stierf kort vóór Pepijn in 768.
Waifar werd door edelen uit zijn eigen omgeving vermoord. De meeste familieleden van Waifar werden gevangen genomen en in het bos van Périgord geëxecuteerd. Waifars familielid, misschien zijn zoon, Hunold II, nam zijn strijd voor een onafhankelijk Aquitanië over en vervolgde het conflict met Pepijns opvolger Karel de Grote.
In de Chanson de geste Girart de Vienne komt Gaifier voor als ongeïdentificeerde koning, verbonden aan grote rijkdom en schatten en hertog van Karel de Grote.